# Oláh Lajos (politikus)
Oláh Lajos (Karcag, 1969. június 17. –) magyar jogász, politikus; 2006. május 16. és 2011. október 23. között a Magyar Szocialista Párt országgyűlési képviselője, 2011. október 24. óta a Demokratikus Koalíció országgyűlési képviselője. 2022-től az Országgyűlés alelnöke.

## Életútja

### Tanulmányai
Alapfokú és középfokú tanulmányait Debrecenben végezte el. 1993-ban az ELTE Állam- és Jogtudományi Karán jogász szakán diplomázott.
Orosz és angol nyelveken tárgyalási szinten tud.

### Politikai pályafutása
2006. május 16. és 2011. október 23. között a Magyar Szocialista Párt országgyűlési képviselője. 2011. október 24. óta a Demokratikus Koalíció országgyűlési képviselője.
2006. május 30. és 2008. május 5. között volt a Környezetvédelmi bizottság tagja, majd 2008. május 1. és 2009. április 15. között környezetvédelmi és vízügyi minisztériumi, 2009. április 21. és 2010. május 29. között közlekedési, hírközlési és energiaügyi minisztériumi államtitkár.
Ugyancsak 2008-tól 2009-ig volt a Kutatási és Technológiai Innovációs Tanács tagja, majd az országgyűlésben a Fenntartható Fejlődés Bizottságának előbb 2010. június 2. és 2011. október 23. között alelnöke, majd 2011. november 14. és 2014. május 5. között csak tagja.
Két alkalommal:
- 2010. június 15. és 2011. október 23. között, illetve
- 2013. május 6. és 2014. május 5. között

volt az energiaügyi albizottság tagja.
2014. május 6. és 2018. május 7. között a külügyi bizottságban volt tag, 2018–2022 között pedig az Európai Ügyek Bizottság alelnöke és egyúttal az Európa Tanács parlamenti közgyűlésének tagja.
2018-ban másodszor választották meg egyéni országgyűlési képviselőnek Budapesti 5. számú egyéni országgyűlési választókerületben.
Kiemelten fontos ügyként kezeli Erzsébet és Terézváros problémáit, így a Péterfy kórház fejlesztését is, folyamatosan gyűjt adományokat és ad át eszközöket az intézménynek. A koronavírus járvány kezdete óta több mint 90 000 maszkot, és 3000 védőruhát osztott ki a két kerület lakóinak, háziorvosainak, és a Péterfy kórház dolgozóinak.

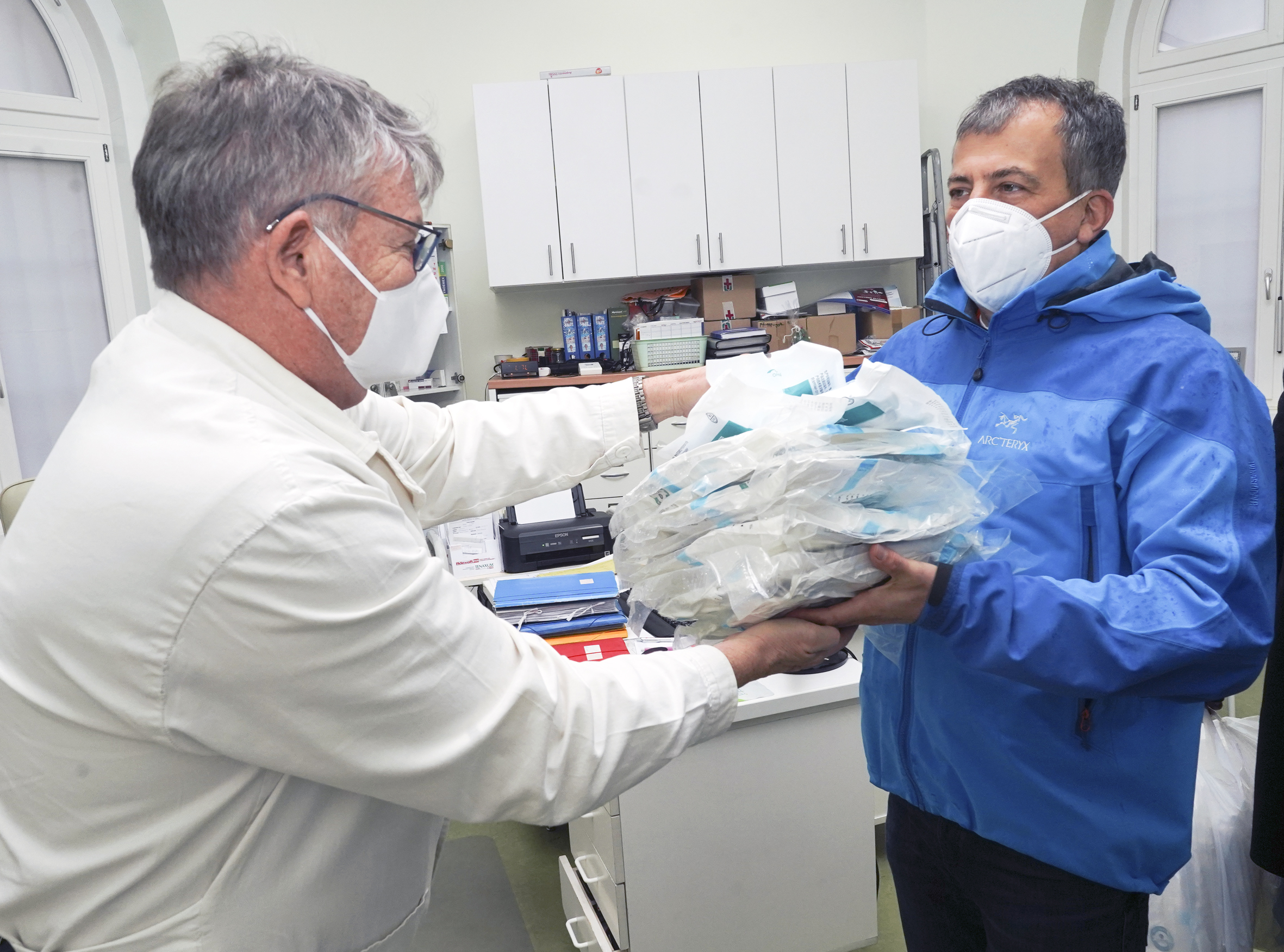
Dr. Oláh Lajos védőruhát ad át egy erzsébetvárosi orvosi rendelőben

A szépkorúak problémáival számtalan kezdeményezésben, felszólalásban foglalkozott, legyen szó nyugdíj-indexálásról vagy a rokkantsági problémákról. Kiáll a női egyenjogúság mellett, a képviselő közül ő nyújtotta be a legtöbb beadványt a női kvótarendszer bevezetése érdekében. Mindig nyitott a környezetvédelmi kérdések iránt. Kezdeményezésére indult el a fesztiválok zöld minősítése, és a nemzeti parkok nyitott nap programja iskoláknak. Rendszeresen tartott előadást iskolákban a témáról, mivel a környezeti nevelést kiemelkedően fontosnak tartja. A Paksi Atomerőmű társadalmi felügyelőbizottságának egyik kezdeményezője.
Az Open European Dialogue tagja, ahol európai országok képviselői osztják meg egymás között a tapasztalataikat.
Szervezésében több mint 2000 kerületi diák látogatott el a parlamentbe, számos holokauszt órát tartott a körzet iskoláiban a holokauszt túlélőivel közösen.

A 2019-es önkormányzati választás előtt a Demokratikus Koalíció írásos megállapodást kötött az Magyar Szocialista Párttal arról, hogy a VII. kerületben a DK jelöltjét, Niedermüller Pétert indítják polgármesternek, és ennek ellentételeként az országgyűlési választásra az MSZP állíthat jelöltet. Ezt a megállapodást 2021-ben a DK indoklás nélkül felrúgta, és ragaszkodott ahhoz, hogy ismét Oláh legyen a közös jelölt. A módosítást az MSZP elfogadta. Ezután a 2021-es magyarországi ellenzéki előválasztásra ismét őt jelölték Budapesti 5. sz. országgyűlési egyéni választókerületében. Oláh Lajos megnyerte az előválasztást a választókerületében. A 2022. április 3.-án tartott országgyűlési választáson 20 561 szavazatot szerezve, 51,39 %-os abszolút többséggel újra ő lett a választókerület egyéni képviselője.
A Demokratikus Koalíció 2022 szeptemberében megalakított árnyékkormányában a környezetvédelmi és klímaügyi miniszter tisztségét kapta.

### Társadalmi tevékenysége
Tagja a Magyar Vöröskeresztnek, az ENSZ társaságnak, a Magyar Földrajzi Társaságnak. Rendszeres segítője Iványi Gábor karitatív szervezetének.